# نوجه‌ده سادات
نوجه ده سادات یکی از روستاهای استان آذربایجان شرقی است که در دهستان مهران‌رود مرکزی بخش مرکزی شهرستان بستان آباد واقع شده‌است. پس از تبدیل شدن روستای کردکندی به شهر، مرکزیت دهستان مهران رود مرکزی به این روستا انتقال یافت. این روستا 1919 نفر جمعیت دارد.

## اشتغال
تا چندی پیش شغل و فعالیت معیشتی مردم روستا را کشاورزی و دامداری و همینطور رانندگی تشکیل میداد. اما به تازگی و با توجه به خشکسالی های پی در پی و تضعیف بخش کشاورزی و دامداری، جوانان این روستا به تولید پوشاک روی آورده اند، به طوری که اکنون روزانه بالغ بر چند هزار پوشاک مردانه وبچگانه در این روستا تولید می شود. هم اکنون، سید احمد زارع یکی از معروف ترین خیاط های کشوری، در این روستا مشغول کار است.

## محصولات
محصولات کشاورزی روستا عبارتند از:گندم،جو،سیب زمینی، خیار ودانه های روغنی.
همینطور کشاورزان روستا نسبت تولید خیارشور مبادرت میورزند.